# 오세아니아 축구 연맹

오세아니아 축구 연맹 (OFC)의 로고

오세아니아 축구 연맹 (OFC)

오세아니아 축구 연맹(Oceania Football Confederation, OFC)은 오세아니아 지역에서 축구를 관할하는 행정 기구이다. 남미 축구 연맹에 이어 2번째로 가맹국 수가 상당히 적은데다가 축구 수준과 시장이 매우 약소하여 대륙 연맹 중 가장 영향력이 작다. 2006년 오세아니아 축구 연맹에 가장 큰 영향력을 행사하던 오스트레일리아(호주)가 아시아 축구 연맹(AFC)에 가입하면서 세계 축구에 미치는 영향력은 더욱 줄어들었다. 2017년 현재 11개의 정회원국과 3개의 준회원국이 가입되어 있으며 본부는 뉴질랜드 오클랜드에 위치하고 있다.

## 가맹국
| - 아메리칸사모아 - 쿡 제도 - 피지 - 키리바시1, 2 - 누벨칼레도니 - 뉴질랜드 - 니우에1 | - 파푸아뉴기니 - 사모아 - 솔로몬 제도 - 타히티3 - 통가 - 투발루1 - 바누아투 |

- 나우루
- 마셜 제도
- 미크로네시아 연방
- 팔라우
- 서파푸아 공화국

## 주관 대회

### 국가 대항전
- OFC 네이션스컵
- OFC U-19 챔피언십
- OFC U-16/U-17 챔피언십
- OFC 여자 네이션스컵
- OFC U-20 여자 축구 선수권 대회
- OFC U-17 여자 축구 선수권 대회
- OFC 풋살 선수권 대회

### 클럽 대항전
- OFC 챔피언스리그

## OFC 소속 국가 FIFA 랭킹
2017년 1월 12일 기준
| OFC | FIFA | 국가           | FIFA 점수 |
| --- | ---- | -------------- | --------- |
| 1   | 109  | 뉴질랜드       | 311       |
| 2   | 149  | 타히티섬       | 184       |
| 3   | 168  | 누벨칼레도니   | 123       |
| 4   | 171  | 파푸아뉴기니   | 122       |
| 5   | 177  | 바누아투       | 106       |
| 6   | 180  | 피지           | 102       |
| 7   | 186  | 솔로몬 제도    | 102       |
| 8   | 191  | 아메리칸사모아 | 64        |
| 9   | 191  | 쿡 제도        | 64        |
| 10  | 191  | 사모아         | 64        |
| 11  | 205  | 통가           | 0         |

## 같이 보기
- 국제 축구 연맹
- 축구 대회 목록